# Étienne-Paschal Taché
Étienne-Paschal Taché (ur. 5 września 1795, zm. 30 czerwca 1865) – kanadyjski polityk, premier rządu Kanady. Choć nie jest zaliczany do Ojców Konfederacji (zmarł przed 1867), miał zasługi dla jej urzeczywistnienia.

## Życiorys
Taché po ukończeniu studiów medycznych prowadził praktykę lekarską. Do polityki włączył się dopiero w 1841 po utworzeniu Unii Kanady, kiedy po raz pierwszy został wybrany do parlamentu. Początkowo był niezauważanym i mało aktywnym deputowanym. Zwrócił na siebie uwagę dopiero w 1846 swoją płomienną mową parlamentarną popierającą utworzenie milicji. Po tym został odpowiedzialny za organizowanie siły zbrojnej w rządzie Drapera – Papineau. Następnie w rządzie Baldwina-La Fontaine’a pełnił funkcję komisarza robót publicznych. Od tego momentu piastował ważne stanowiska we wszystkich kolejnych rządach do roku 1855, kiedy sam został premierem wraz z Allanem Napierem MacNabem. Gdy MacNab odszedł z rządu, Taché będący liberałem niespodziewanie zaprosił do współpracy w rządzie konserwatystę Johna Macdonalda. Był to pierwszy krok w kierunku utworzenia wielkiej koalicji liberalno-konserwatywnej.
Taché zrezygnował z czynnej polityki w 1857 i wraz z Hectorem Langevinem założył gazetę Le Courier du Canada, która stała się intelektualnym forum wymiany poglądów i pomogła wytyczyć drogę w kierunku Konfederacji. W 1864 Taché brał udział jako mediator w konstruowaniu wielkiej koalicji pomiędzy liberałami – konserwatystami, która zaowocowała rządem Browna-Macdonalda. Wziął także udział w konferencjach w Charlottetown i Quebecu. Tej ostatniej był przewodniczącym.